# Jørgen Juve
Jørgen Juve (Porsgrunn, 1906. november 22. – Oslo, 1983. április 12.) norvég labdarúgócsatár, edző, jogász, újságíró, non-fikciós író, politikus.